# Велоспорт на летних Олимпийских играх 1896 — спринт
Соревнования по спринту на велотреке среди мужчин на летних Олимпийских играх 1896 прошли 11 апреля. Приняли участие четыре спортсмена из трёх стран. Дистанция составляла 2 км.

## Призёры
| Золото              | Серебро                      | Бронза              |
| Поль Массон Франция | Стаматиос Николопулос Греция | Леон Фламан Франция |

## Соревнование
| Место | Спортсмен                   | Время      |
| ----- | --------------------------- | ---------- |
| 1     | Поль Массон (FRA)           | 4:58,2     |
| 2     | Стаматиос Николопулос (GRE) | 5:00,2     |
| 3     | Леон Фламан (FRA)           | Неизвестно |
| —     | Йозеф Роземейер (GER)       | DNF        |

Сначала лидировал Роземайер, однако ему пришлось сойти с дистанции из-за технических проблем. Тогда первое место занял Массон, и удерживал его до самого финиша. Вторым стал Николопулос, третьим ещё один французский спортсмен Фламан.